# Intarzia (album)
Az Intarzia Kovács Kati ötödik nagylemeze. A Csendszóró után az énekesnő legtöbb példányszámban eladott lemeze, kétszeres aranylemez.
A dalok zenéjét Koncz Tibor szerezte, szövegét Sztevanovity Dusán, Szenes Iván, Sülyi Péter, Huszár Erika és S. Nagy István írta.
Kísér a Gemini együttes.
Legismertebb slágere a Nálad lenni újra jó lenne, amely 1974 szeptemberében Írországban a „Castlebar Song Contest” nemzetközi fesztiválon az énekesnő két másik dalának (Ahogy nőnek a gyerekek, Jön a papa) társaságában versengett, majd első díjat kapott.
A lemez egyedülálló különlegessége a címadó felvétel, mely instrumentális szerzemény, ami egy énekesnő albumán meglehetősen szokatlan, igaz, Kati a dal két kis részletében lalázva, szöveg nélkül énekel.

## Dalok
- A

1. Fémzene (Koncz Tibor–Sülyi Péter)
2. A legszebb tévedés (Koncz Tibor–Huszár Erika)
3. A liftben (Koncz Tibor–Sztevanovity Dusán)
4. Láttalak egy lánnyal (Koncz Tibor–Huszár Erika)
5. Intarzia (Koncz Tibor)
6. Volt egy őrült éjszaka (Koncz Tibor–Huszár Erika)

- B

1. Nálad lenni újra jó lenne (Koncz Tibor–Szenes Iván)
2. Játszótér (Koncz Tibor–Sztevanovity Dusán)
3. Megtanítlak élni (Koncz Tibor–S.Nagy István)
4. Miért legyek? (Koncz Tibor–Szenes Iván)
5. Uram, kár a szóért (Koncz Tibor–Sztevanovity Dusán)
6. Ahogy nőnek a gyerekek (Koncz Tibor–Szenes Iván)

## Közreműködők
- Kovács Kati
- Koncz Tibor
- Gemini együttes

## Televízió
Tv-felvétel készült a következő dalokból:
- A legszebb tévedés
- Volt egy őrült éjszaka
- Nálad lenni újra jó lenne

## A lemezzel közel egyidőben született felvételek
- Akinek nincs baja (kísér: Gemini)
- Csupasz Hold (kísér: Gemini)
- Nem biztos semmi (kísér: Gemini)
- Egy hamvas arcú kisgyerek (kísér: Gemini)
- De furcsa ez a világ (kísér: Gemini)